# Puccinia arundinellae-anomalae
Puccinia arundinellae-anomalae ist eine Ständerpilzart aus der Ordnung der Rostpilze (Pucciniales). Der Pilz ist ein Endoparasit des Ziests Stachys japonicae sowie des Süßgrases Arundinella anomala. Symptome des Befalls durch die Art sind Rostflecken und Pusteln auf den Blattoberflächen der Wirtspflanzen. Sie ist in Ostasien verbreitet.

## Merkmale

### Makroskopische Merkmale
Puccinia arundinellae-anomalae ist mit bloßem Auge nur anhand der auf der Oberfläche des Wirtes hervortretenden Sporenlager zu erkennen. Sie wachsen in Nestern, die als gelbliche bis braune Flecken und Pusteln auf den Blattoberflächen erscheinen.

### Mikroskopische Merkmale
Das Myzel von Puccinia arundinellae-anomalae wächst wie bei allen Puccinia-Arten interzellulär und bildet Saugfäden, die in das Speichergewebe des Wirtes wachsen. Die Aecien des Pilzes besitzen 21–28 × 17–23 µm große, gelbliche Aeciosporen mit runzliger Oberfläche. Die gelben Uredien der Art wachsen beid- oder überwiegend oberseitig auf den Blättern der Wirtspflanze. Ihre farblosen Uredosporen sind für gewöhnlich eiförmig bis ellipsoid, 28–36 × 22–28 µm groß und fein stachelwarzig. Die beidseitig wachsenden Telien der Art sind schwarzbraun, kompakt und früh unbedeckt. Die haselnussbraunen Teliosporen des Pilzes sind zweizellig, in der Regel eiförmig bis ellipsoid und 38–54 × 19–24 µm groß. Ihre Stiele sind farblos bis gelblich und bis zu 100 µm lang.

## Verbreitung
Das bekannte Verbreitungsgebiet von Puccinia arundinellae-anomalae umfasst China und Japan.

## Ökologie
Die Wirtspflanzen von Puccinia arundinellae-anomalae sind für den Haplonten Stachys japonicae sowie Arundinella anomala für den Dikaryonten. Der Pilz ernährt sich von den im Speichergewebe der Pflanzen vorhandenen Nährstoffen, seine Sporenlager brechen später durch die Blattoberfläche und setzen Sporen frei. Die Art verfügt über einen Entwicklungszyklus mit Telien, Uredien, Spermogonien und Aecien und macht einen Wirtswechsel durch.